# 마쓰다이라 미쓰히로
마쓰다이라 미쓰히로(일본어: 松平光煕, 1674년 ~ 1717년 10월 8일)는 미노 가노번 제3대 번주, 야마시로 요도번 초대 번주이다. 도다 마쓰다이라가(戸田松平家) 제5대 당주. 도다 미쓰히로(戸田光熙)로도 불렸다.
| 전임 마쓰다이라 미쓰나가 | 제3대 가노번 번주 (도다 마쓰다이라가) 1705년 ~ 1711년 | 후임 안도 노부토모 |

| 전임 이시카와 후사요시 | 제1대 요도번 번주 (도다 마쓰다이라가) 1711년 ~ 1717년 | 후임 마쓰다이라 미쓰치카 |